# Jarosławskij Motornyj Zawod
OAO Awtodiesel (Jarosławskij Motornyj Zawod, JaMZ) (ros. ОАО Автоди́зель (Яросла́вский мото́рный заво́д, ЯМЗ) – rosyjskie przedsiębiorstwo zajmujące się produkcją silników Diesla oraz skrzyń biegów. 

## Historia fabryki
Fabryka została założona w 1916 roku przez rosyjskiego przemysłowca Władimira Aleksandrowicza Lebiediewa. Początkowo zakład zajmował się produkcją samochodów ciężarowych. W 1933 roku przedsiębiorstwo przyjęło nazwę Jarosławskij Awtomobilnyj Zawod (JaAZ). W 1935 roku powstał 10-tysięczny pojazd. W latach 1925–1942 głównymi produktami fabryki były ciężarówki o ładowności od 3 do 7 ton. Podczas II wojny światowej produkowano tu ciągniki artyleryjskie. W latach 1947–1951 zakład był pionierem w ZSRR pod względem produkcji silników wysokoprężnych. W 1951 roku produkcja samochodu ciężarowego JaAZ-200 została przeniesiona do zakładów MAZ w Mińsku. W 1958 roku zmieniono nazwę przedsiębiorstwa na Jarosławskij Motornyj Zawod, a w 1959 roku produkcję pojazdów ciężarowych JaMZ-210 przeniesiono do zakładów KrAZ w Krzemieńczuku, kończąc tym samym z erą produkcji samochodów w fabryce. W latach 1961–1965 powstawała rodzina silników JaMZ-236, JaMZ-238 oraz JaMZ-240. W 1966 roku fabryka została odznaczona Orderem Lenina. Od 1993 roku zakład funkcjonuje jako OAO (otwarta spółka akcyjna) Awtodiesel (Jarosławskij Motornyj Zawod), a od 2001 roku wchodzi w skład koncernu GAZ. W 2011 roku ruszyła produkcja silników JaMZ-530.

## Galeria

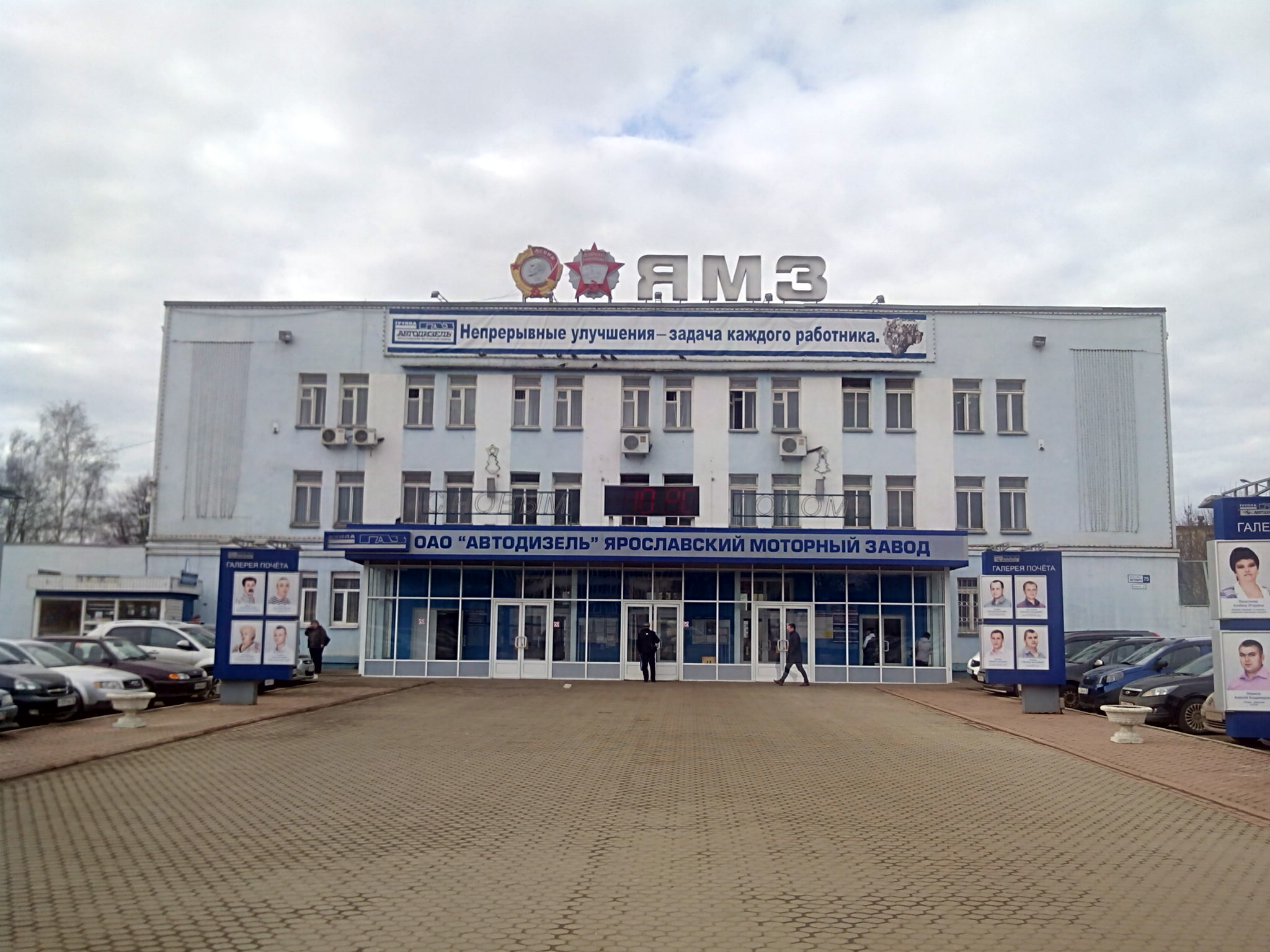
Siedziba przedsiębiorstwa
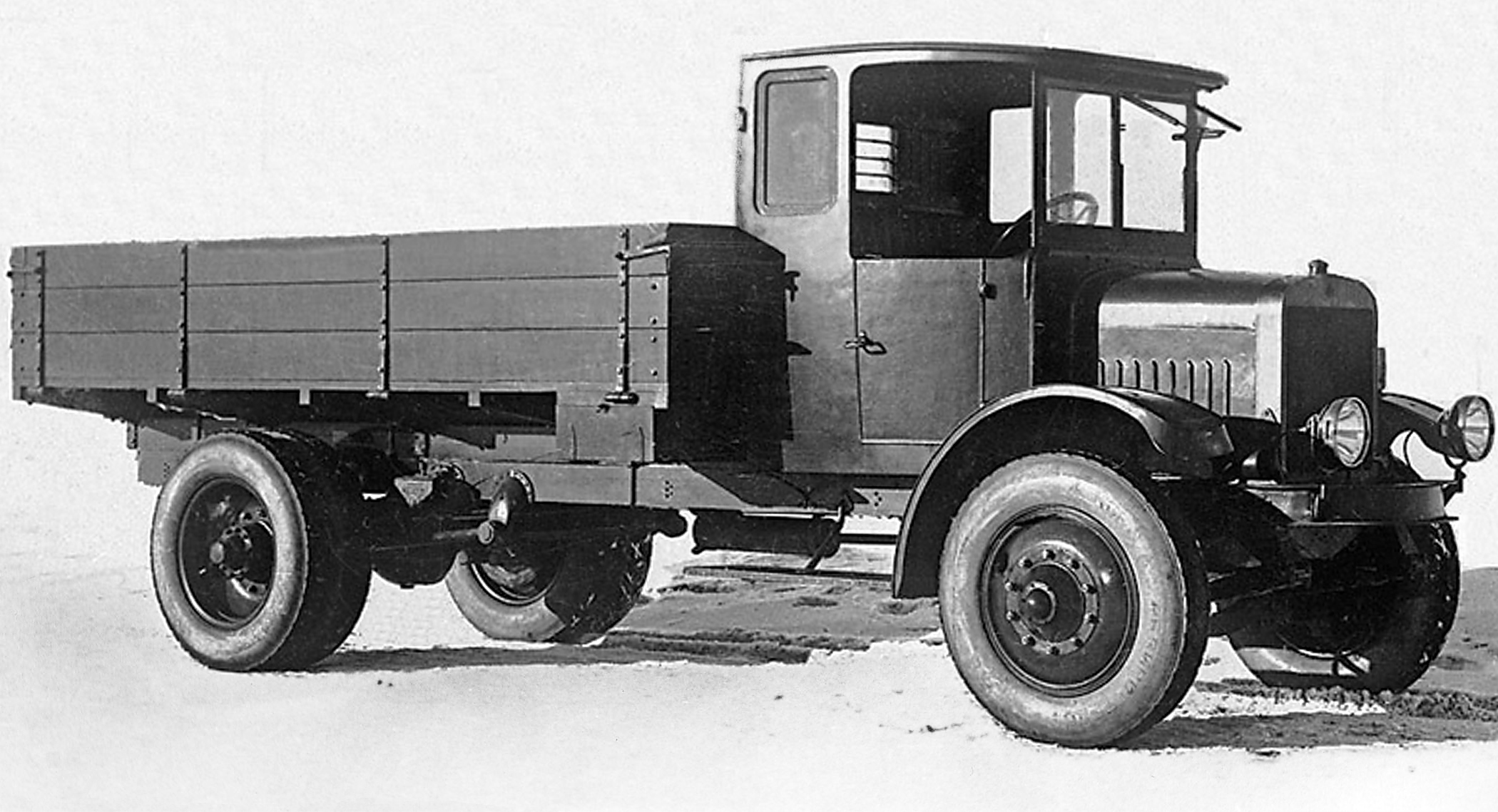
Pojazd ciężarowy Ja-3
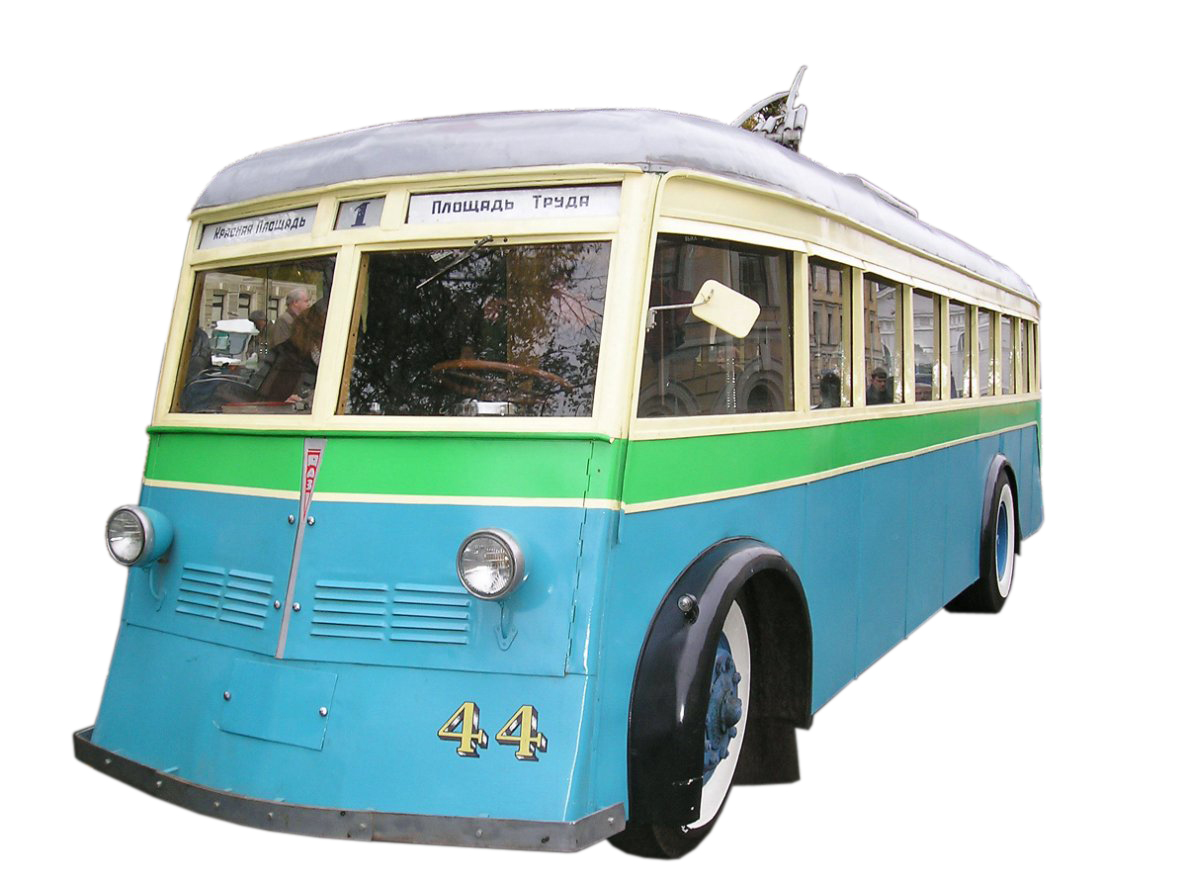
Trolejbus JaTB-1 z 1936 roku
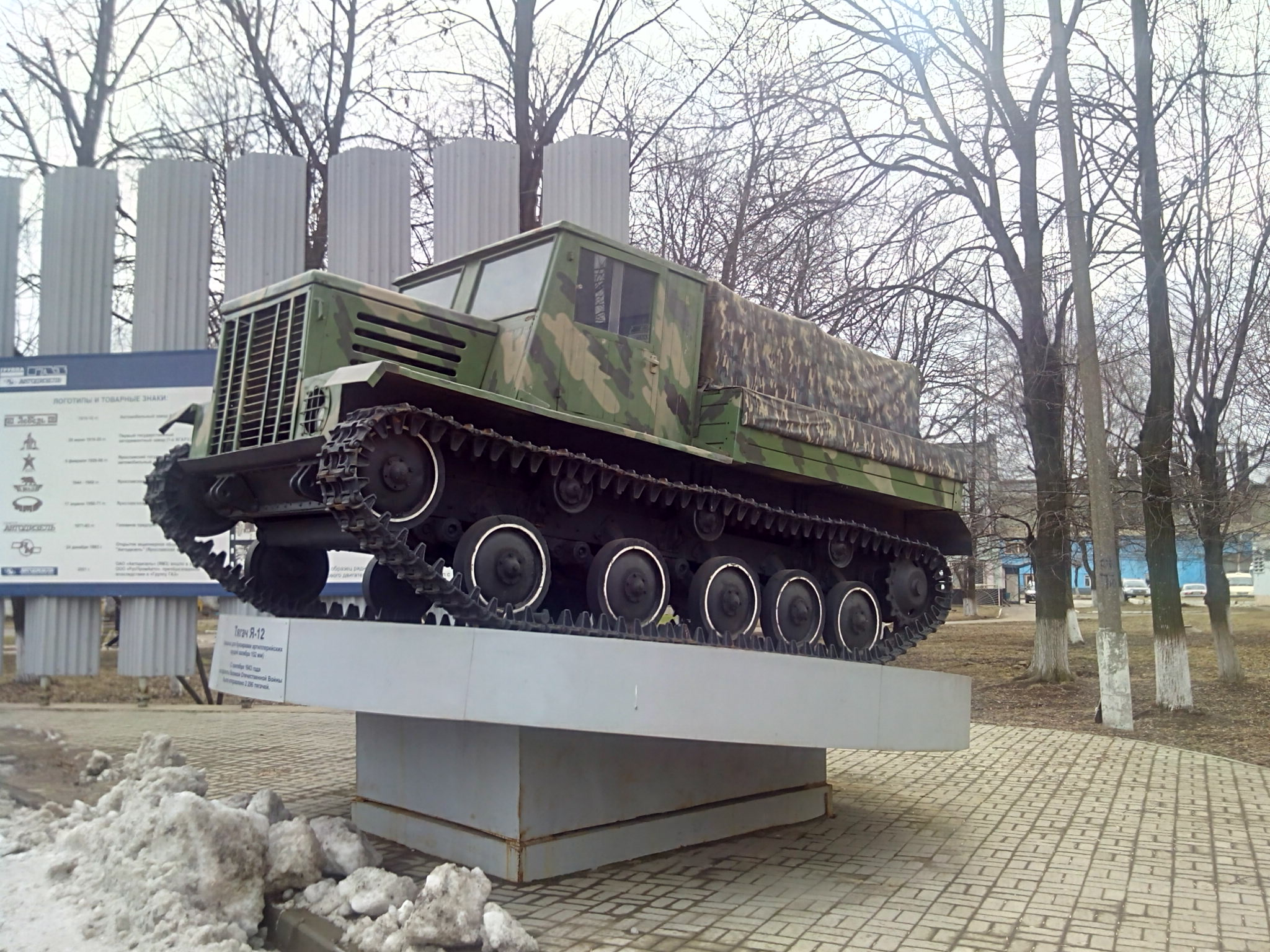
Ciągnik artyleryjski Ja-12
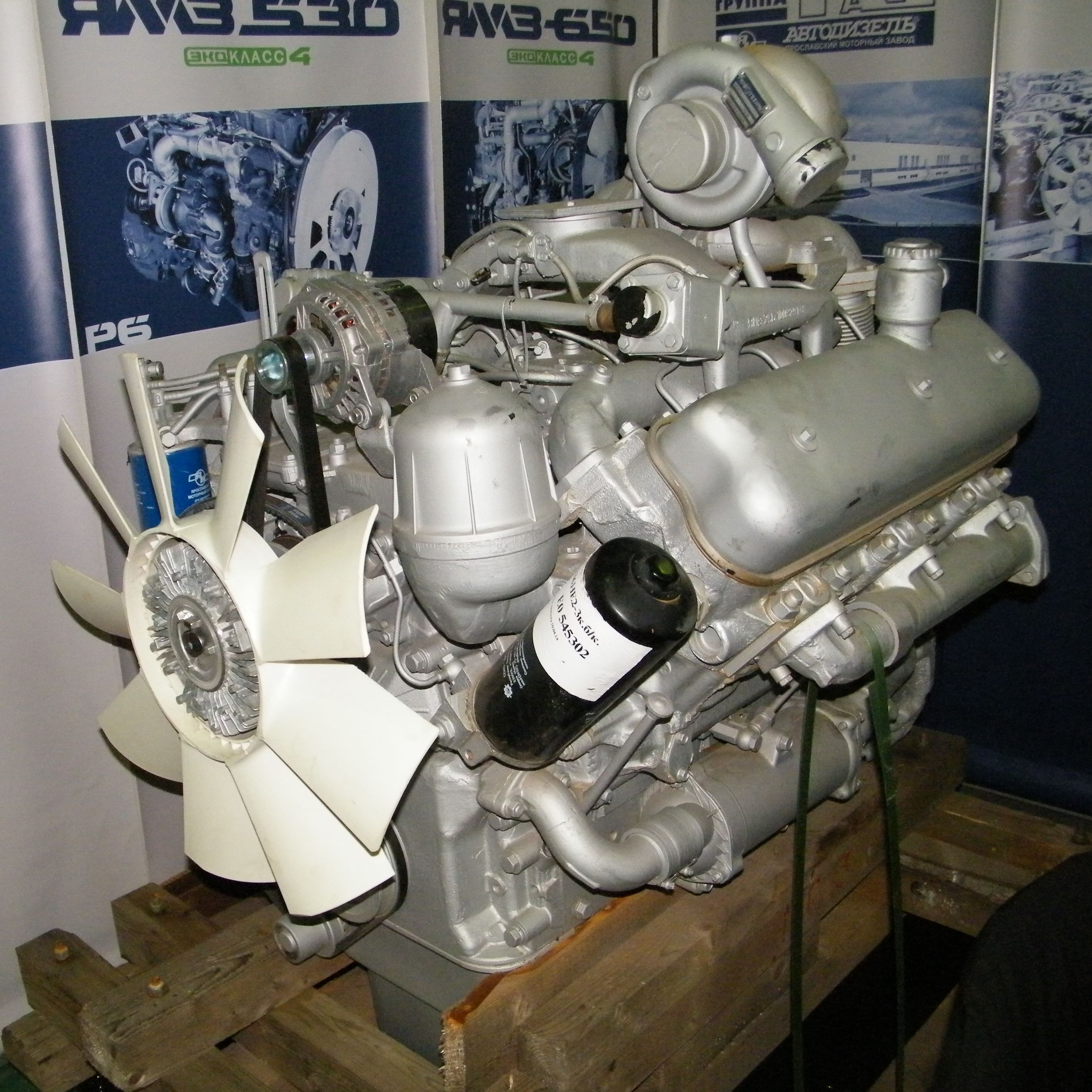
Silnik JaMZ-236